# Universiteit van Addis Abeba
De Universiteit van Addis Abeba (Amharisch: አዲስ አበባ ዩኒቨርሲቲ) is een universiteit in Addis Abeba, de hoofdstad van Ethiopië, en is de oudste en grootste universiteit van het land. Bij de oprichting werd het University College van Addis Abeba genoemd. Later, in 1962, werd de universiteit hernoemd tot Hailie Selassie I Universiteit, naar de Ethiopische keizer Haile Selassie I. In 1975 kreeg de universiteit zijn huidige naam.
De universiteit komt in 2013 niet voor in de Academic Ranking of World Universities en QS World University Rankings.

## Geschiedenis
De Universiteit van Addis Abeba is op verzoek van keizer Haile Selassie I in 1950 opgericht door de Canadese Jezuïet Dr. Lucien Matte. Het jaar daarop ging de eerste colleges van start. 70 studenten begonnen toen hun studie biologie. In de twee jaar daarop werden banden ontwikkeld met de Universiteit van Londen.
Op 4 maart 1975 werd de universiteit tijdelijk gesloten door de dergue, het toenmalige militaire bestuursorgaan, en werden de studenten op het platteland ingezet op het nieuwe regime te ondersteunen. Sinds 1979 biedt de universiteit masteropleidingen aan en in 1987 ging het eerste PhD-programma van start.
In december 2002 stapten drie universiteitsbestuurders op uit protest tegen de groeiende invloed van de overheid in universiteitszaken. De overheid wilde dat de universiteit zijn evaluatiesystemen zou herzien volgens het door de regering gewenste zelfevaluatiesysteem.

## Faculteiten en instituten
De Universiteit van Addis Abeba biedt 74 bachelorstudies, 76 masterstudies en 66 PhD programma’s aan.
De universiteit bestaat uit 10 faculteiten en 9 instituten, die zijn ontstaan na een reorganisatie in 2012.
De Universiteit van Addis Abeba kent de volgende faculteiten:
- Faculteit Sociale Wetenschappen
- Faculteit Geesteswetenschappen, Taalstudies, Journalistiek en Communicatie
- Faculteit Bedrijfskunde en Economie
- Faculteit Rechtsgeleerdheid en Overheidsstudies
- Faculteit Educatie en Gedragswetenschappen
- Faculteit Natuurwetenschappen
- Faculteit Podiumkunsten en Beeldende Kunsten
- Faculteit Gezondheidswetenschappen
- Faculteit Diergeneeskunde en Landbouwkunde
- Faculteit Ontwikkelingsstudies en Milieukunde

Studies die aangeboden worden binnen deze instituten zijn onder andere geschiedenis, Chinees, biologie, scheikunde, informatica, industrieel ontwerpen, beeldhouwen, tandheelkunde, plantwetenschappen en werktuigbouwkunde.
Alle faculteiten bevinden zich in Addis Abeba, met uitzondering van de faculteit Diergeneeskunde en Landbouwkunde. Die bevindt zich in Debre Zeit, 50 kilometer ten zuidoosten van de hoofdstad.
De Universiteit van Addis Abeba kent de volgende instituten:
- Technologisch Instituut
- Ethiopisch Instituut voor Bouwkunde en Stadsontwikkeling
- Instituut voor Vrede en Veiligheidsstudies
- Academie voor Ethiopische Talen en Culturen
- Instituut voor Ethiopiëstudies
- Instituut voor Onderzoek naar Educatie
- Aklilu Lemma Instituut voor Pathologie
- Instituut voor Geofysica, Ruimtevaart en Astronomie
- Ethiopisch Instituut voor Watermanagement

## Bekende alumni
- Meles Zenawi (1955-2012), oud-president en oud-minister-president van Ethiopië, studeerde medicijnen
- Haile Mariam Desalegne (1965), minister-president van Ethiopië, studeerde civiele techniek